# Anton Fils
Johann Anton Fils (getauft 22. September 1733 in Eichstätt; begraben 14. März 1760 in Mannheim; auch Filtz, Filz oder Fieltz) war ein deutscher Komponist der frühen Klassik. Sämtliche dokumentarischen Zeugnisse über ihn nennen ihn in der Namensschreibweise Fils, während in den gedruckten, postum erschienenen Notenausgaben die Schreibweise Filtz überwiegt.

## Leben
Über Anton Fils’ Leben sind nur spärliche Fakten bekannt. In älteren Nachschlagewerken wurde eine Herkunft aus Böhmen vermutet, doch seit den 1960er Jahren ist nachgewiesen, dass Fils 1733 in Eichstätt getauft wurde. Sein Vater war Johann Georg Fils († 1749), der seit 1732 Cellist an der Eichstätter fürstbischöflichen Hofkapelle war. Anton Fils erhielt seinen Instrumentalunterricht vermutlich von seinem Vater. Als Kompositionslehrer kommt neben dem Vater auch noch der Eichstätter Hofkapellmeister Joseph Meck in Frage. Jedenfalls dürfte Fils seine spätere Stelle in Mannheim als fertig ausgebildeter Cellist und Komponist angetreten haben. 1745 und 1749 ist er als Schüler am Eichstätter Gymnasium nachgewiesen, danach klafft eine dokumentarische Lücke bis 1754. Ob Anton Fils mit einem Antonius Ignatius Fils identisch ist, der 1753/54 als Student der Theologie und der Rechtswissenschaft an der Universität Ingolstadt immatrikuliert war, ist nicht zweifelsfrei zu klären.
1754 wurde Fils als Cellist Mitglied der Mannheimer Hofkapelle des Kurpfälzischen Fürstenhofs des Kurfürsten Carl Theodor von der Pfalz. Obwohl Fils nicht als Komponist angestellt war, entwickelte er ebenso wie viele andere Mitglieder dieses seinerzeit führenden Orchesters eine rege kompositorische Tätigkeit. Die Mehrzahl seiner Werke dürfte bei den Akademien im Rittersaal des Mannheimer Schlosses zur Uraufführung gekommen sein.
1757 heiratete Fils Elisabeth Range, und das Ehepaar erwarb 1759 ein Haus im Quadrat 74 Nr. 12 (heute F4). 1760 starb Fils im Alter von nur 26 ½ Jahren. Angesichts mangelnder Quellen rankten sich um seinen frühen Tod bald Legenden, die bizarrste davon, er sei am Verzehr lebender Spinnen gestorben, weshalb er auch Spinnenfresser genannt wurde.
Fils zählt zu den bedeutendsten Sinfonikern der ersten Schülergeneration der Mannheimer Schule. Obwohl kein direktes Schülerverhältnis zu Johann Stamitz nachzuweisen ist, sind stilistische Einflüsse zu konstatieren, so etwa die durchgängig viersätzige Form seiner Sinfonien. Seine Zeitgenossen schätzten ihn sehr, Christian Friedrich Daniel Schubart hielt ihn sogar für „den besten Symphonienschreiber, der jemals gelebt hat“.

## Werk
Ähnlich problematisch wie die Quellenlage seiner Biographie stellt sich auch die Überlieferung seiner Werke dar. Keine einzige Komposition von ihm ist im Originalmanuskript überliefert, mit Ausnahme möglicherweise einer Messe in Es-Dur, was jedoch keineswegs gesichert ist. Laut einer von Schubart überlieferten Anekdote soll Fils seine Noten, sobald sie einmal zur Aufführung gelangt waren, gering geachtet und zum Feueranzünden benutzt haben. Dies änderte sich erst nach seinem Tod 1760, als seine Witwe, wohl aus wirtschaftlichen Gründen, seine Werke an den Pariser Musikverleger Louis-Balthazard de La Chevardière (1730–1812) verkaufte. Der Großteil der Werke Fils’ lag bis 1765 gedruckt vor, erfreute sich rasch wachsender Beliebtheit und wurde auch in Amsterdam und London nachgedruckt. Allerdings erfolgten die Druckausgaben unsystematisch und ohne Rücksicht auf Entstehungszusammenhänge, Opus-Zahlen widersprachen sich teilweise bei verschiedenen Verlegern und wurden bald ganz weggelassen, und auch viele Fehlzuschreibungen bei den unter dem Namen Filtz publizierten Werke sind zu konstatieren. Von den über 40 Sinfonien, die unter seinem Namen überliefert sind, werden von der modernen Musikforschung noch 30 ernsthaft Fils zugeschrieben, und es ist nicht ausgeschlossen, dass diese Zahl noch weiter reduziert werden muss. Der Umfang seines Œuvres bleibt angesichts seines frühen Todes auch so noch beeindruckend. Seine weiteren Kompositionen umfassen Instrumentalkonzerte, davon viele für sein eigenes Instrument, dem Violoncello, als Soloinstrument, Kammermusik und einige kirchenmusikalische Werke. Ein vollständiges Verzeichnis seiner Werke liegt bis heute nicht vor.
Aus seiner Sinfonia à 8 Sinfonie periodique Nr. 2 in A-Dur stammt die Titelmelodie der BR-Sendung Unser Land.